# Mallorca Championships 2024
Mallorca Championships 2024 — тенісний турнір, що проходив на трав'яних кортах у місті Santa Ponsa, Іспанія з 24 до 30 червня. Належав до категорії ATP 250.

## Фінальна частина

### Одиночний розряд
Алехандро Табіло —  Себастьян Офнер 6–3, 6–4

### Парний розряд
Джуліан Кеш /  Роберт Ґалловей —  Дієго Ідальго /  Алехандро Табіло 6–4, 6–4